# Ozero Shabankol'
Ozero Shabankol' är en saltsjö i Kazakstan. Den ligger i den nordvästra delen av landet, 600 km väster om huvudstaden Astana. Arean är 6,7 kvadratkilometer.